# Insuetaspis paradoxa
Insuetaspis paradoxa är en skalbaggsart som först beskrevs av Bates 1869. Insuetaspis paradoxa ingår i släktet Insuetaspis och familjen långhorningar.
Artens utbredningsområde är:
- Costa Rica.
- Nicaragua.
- Panama.

Inga underarter finns listade i Catalogue of Life.